# Asplenium marojejyense
Asplenium marojejyense är en svartbräkenväxtart som beskrevs av Tard. Asplenium marojejyense ingår i släktet Asplenium och familjen Aspleniaceae. Inga underarter finns listade.